# ヘルマ

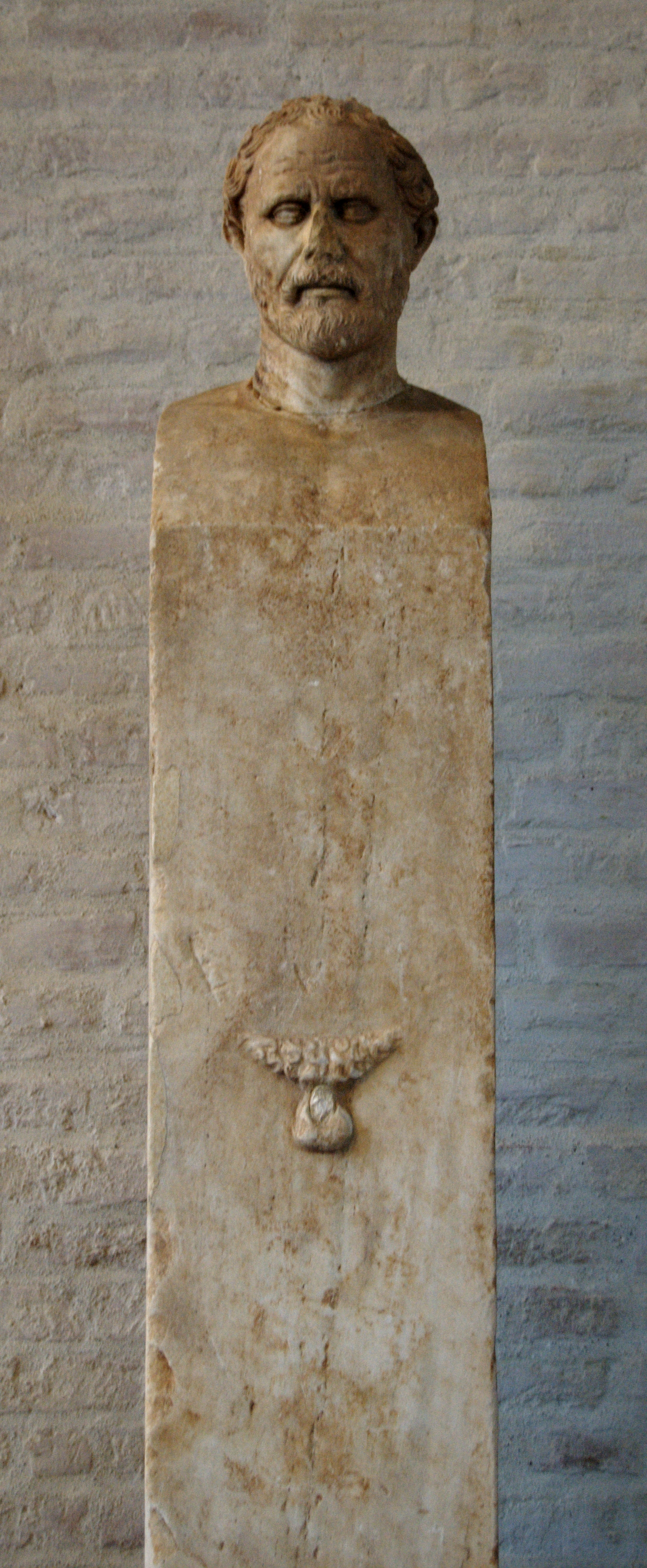
アテナイの市場に置かれていたデモステネスのヘルマ。ポリュエウクトス作。紀元前280年頃。グリュプトテーク蔵。

ヘルマ（ギリシア語：ἕρμα, herma, 複数形：hermai, ヘルマイ）は、石もしくはテラコッタ、青銅（ブロンズ）でできた正方形あるいは長方形の柱。柱の上にはヘルメースの胸像が乗っており、通常あご髭を生やし、さらに柱の部分には男性の生殖器がついている。古代ギリシアの神ヘルメースの名はこのヘルマに由来するという説があり、一説には、ヘルメース神は商人および旅行者の守護者としての役割を担う前は、生殖力・運・街道と境界と関連した、ファルス（男根）の神であった。

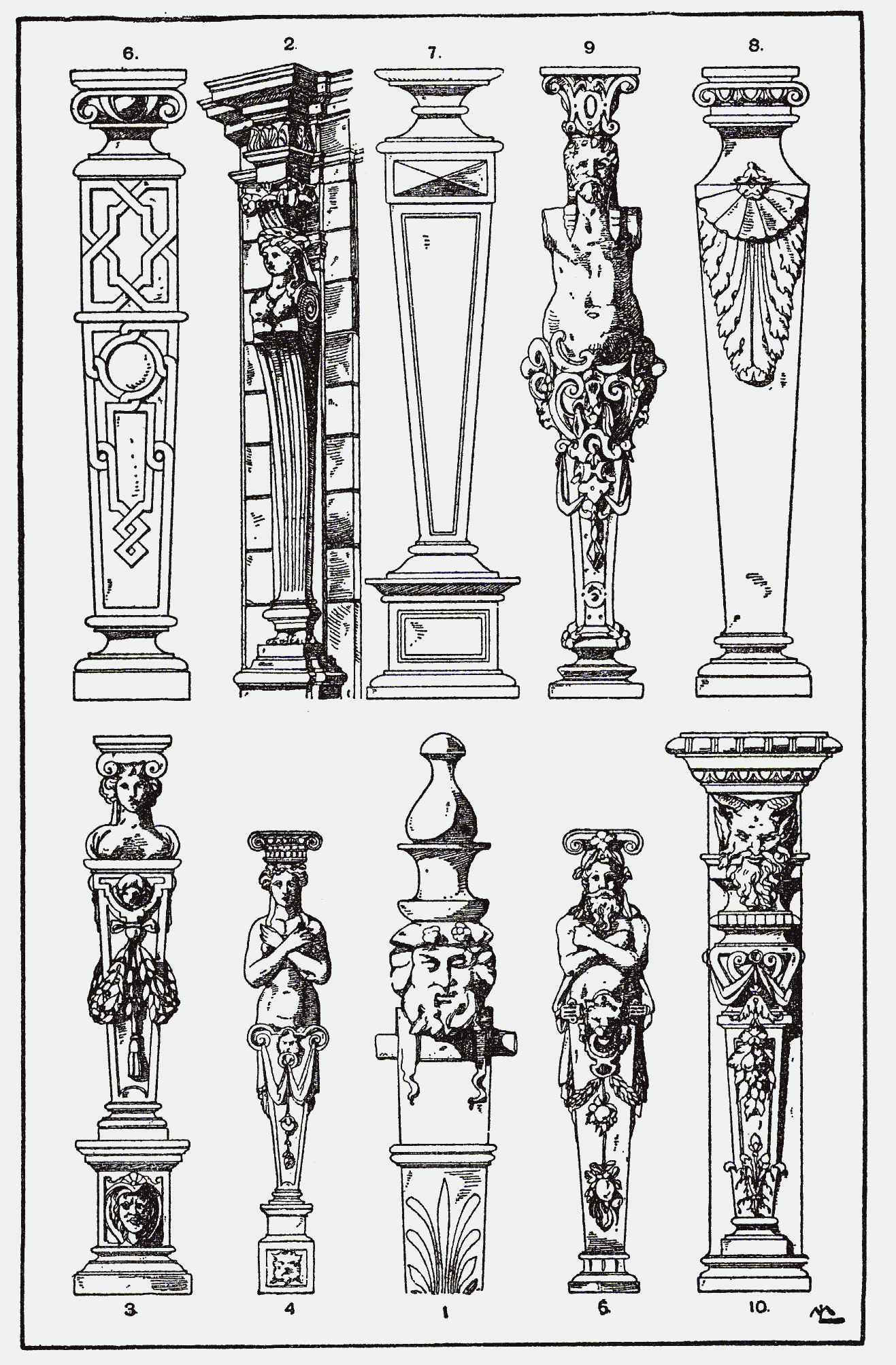
さまざまな種類のヘルマ

ヘルマは街道と境界の境界線を示す目印として使われた。他にも、アテーナイでは、幸運を招くよう家の外に置かれた。この迷信は、たとえばブロンズの猪像「ポルチェリーノ）」、その他の類似のものに受け継がれた。猪の鼻とヘルマの陰茎（ペニス）が輝いているのは、幸運または多産を願って触られるからである。
ペロポネソス戦争の間の紀元前415年、アテーナイ艦隊がシラクサに向けて出帆しようとする前夜、アテーナイ中のすべてのヘルマが破壊された。これは恐ろしい不信心な行為で、多くの人々は遠征の成功を脅かすものだと考えた。シラクサか、もしくはアテーナイの戦争に反対する穏健派（女の平和のアリストパネスなど）による破壊活動だと信じられ、実際にアルキビアデスが事件の首謀者として訴えられた。アルキビアデスはそれを否認し、裁判を受けると申し出たが、アテーナイの人々はこれ以上の遠征の中断を望まなかった。しかし、アルキビアデスの政敵たちは、アルキビアデスが遠征でアテーナイを離れて不在の時に、ヘルマを破壊した罪ならびにエレウシスの秘儀を冒涜した罪の両方で、アルキビアデスに死刑を宣告した。

## ギャラリー

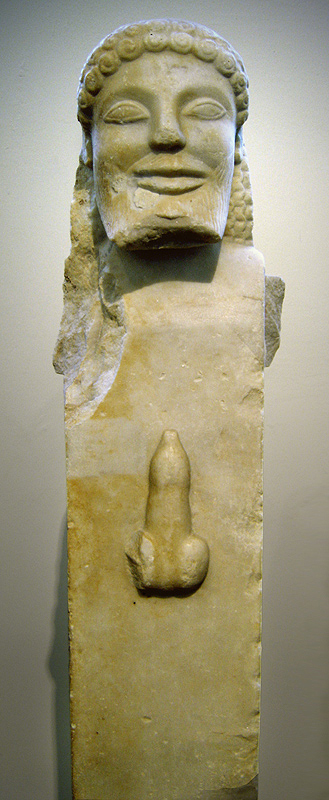
古代ギリシャのヘルマ（ヘルメス柱像）。ペニスが壊されていないもの。
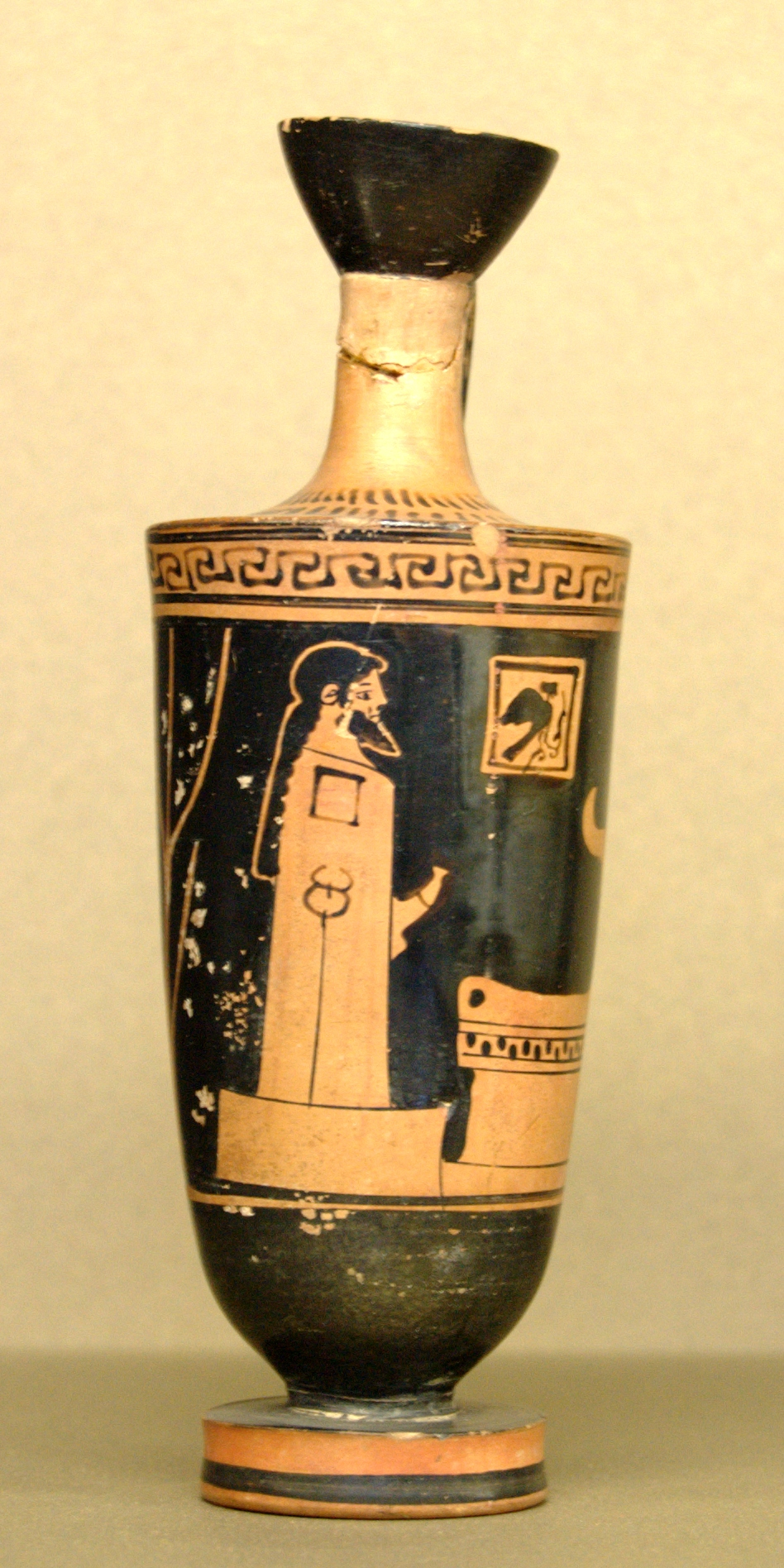
レキュトスの赤絵に描かれたヘルマ。紀元前475年–450年頃のもの。
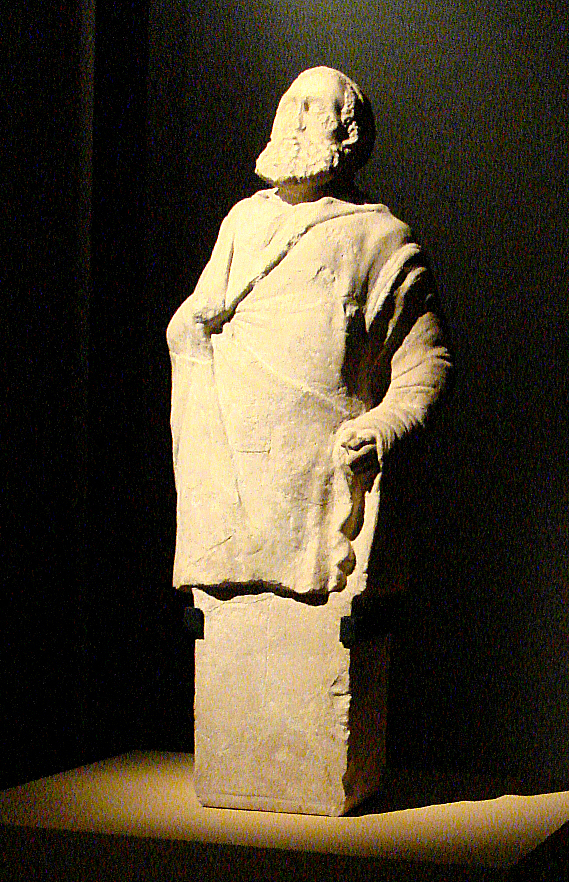
ヘルマとしての老人像。おそらく哲学者と考えられる。アフガニスタンのアイ・ハヌムで出土、紀元前2世紀。
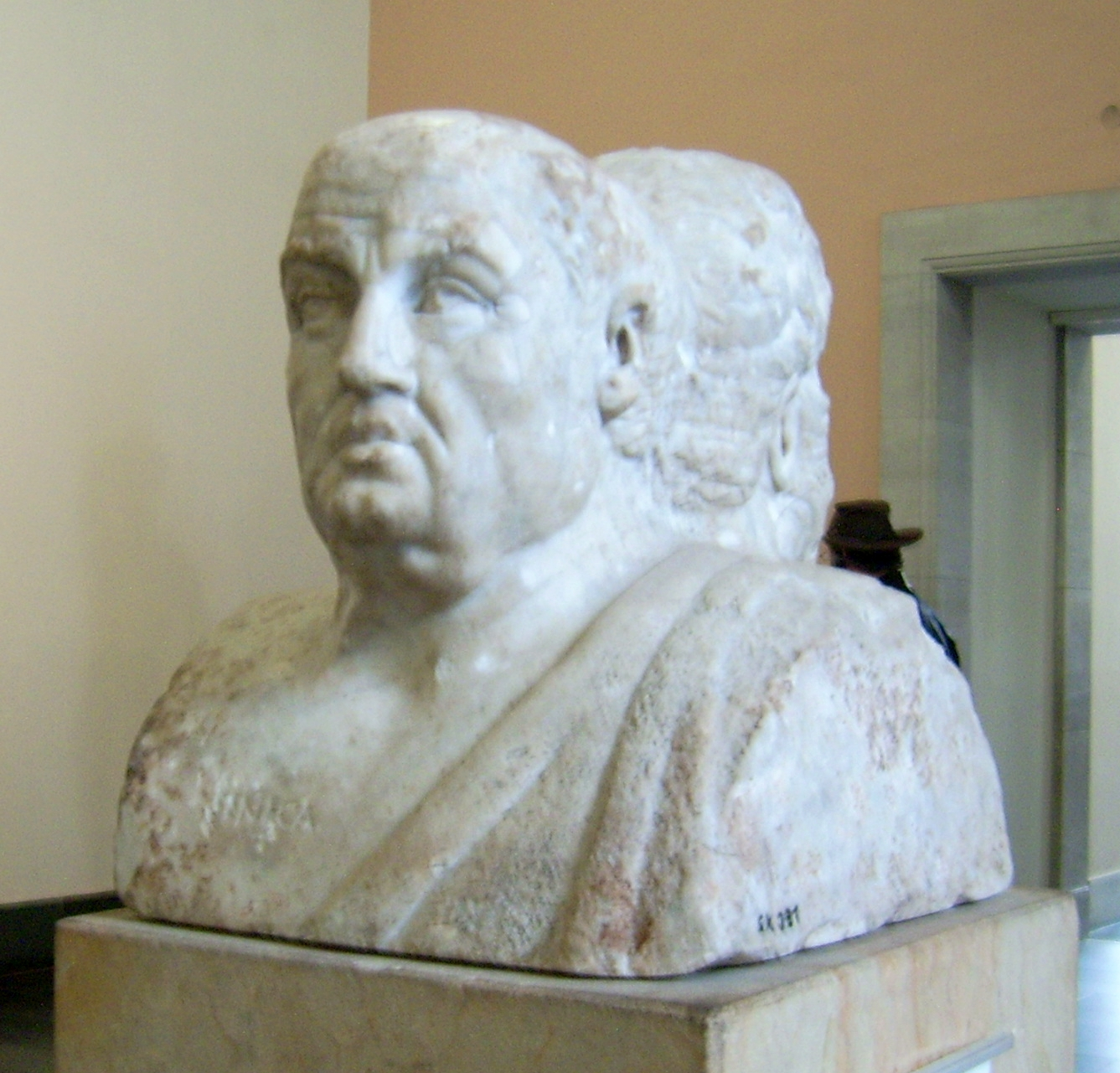
セネカとソクラテスが背中合わせになった、古代ローマのヘルメス柱像の胸像部分。
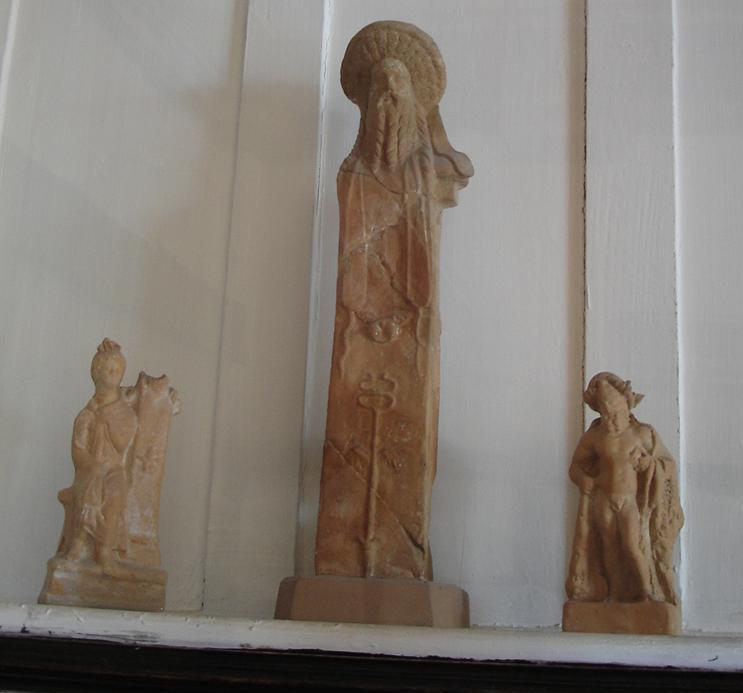
テラコッタ製のヘルマ、イスタンブール考古学博物館所蔵。
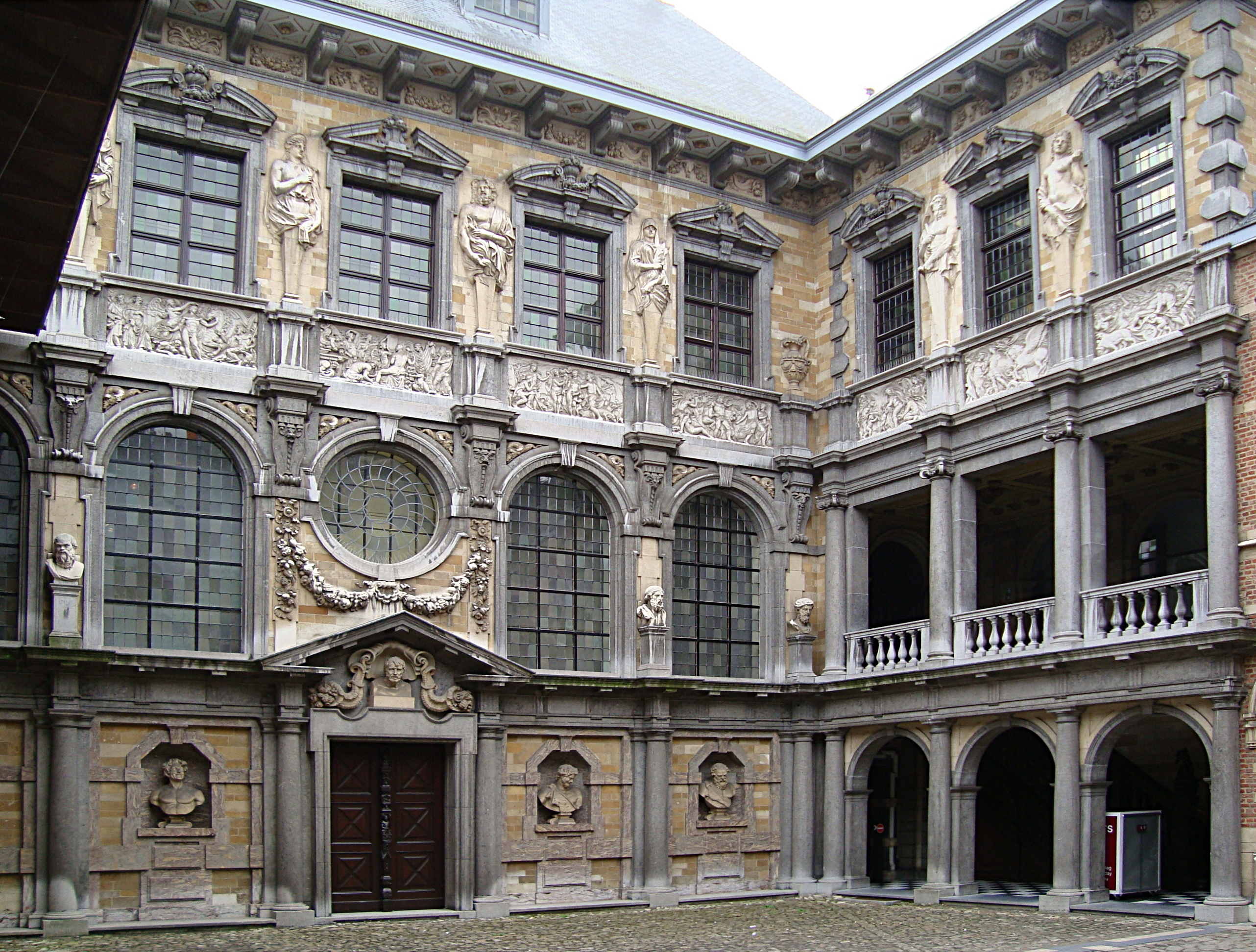
アントワープのバロック建築「ルーベンスの家」に飾られた男性と女性のヘルマ。
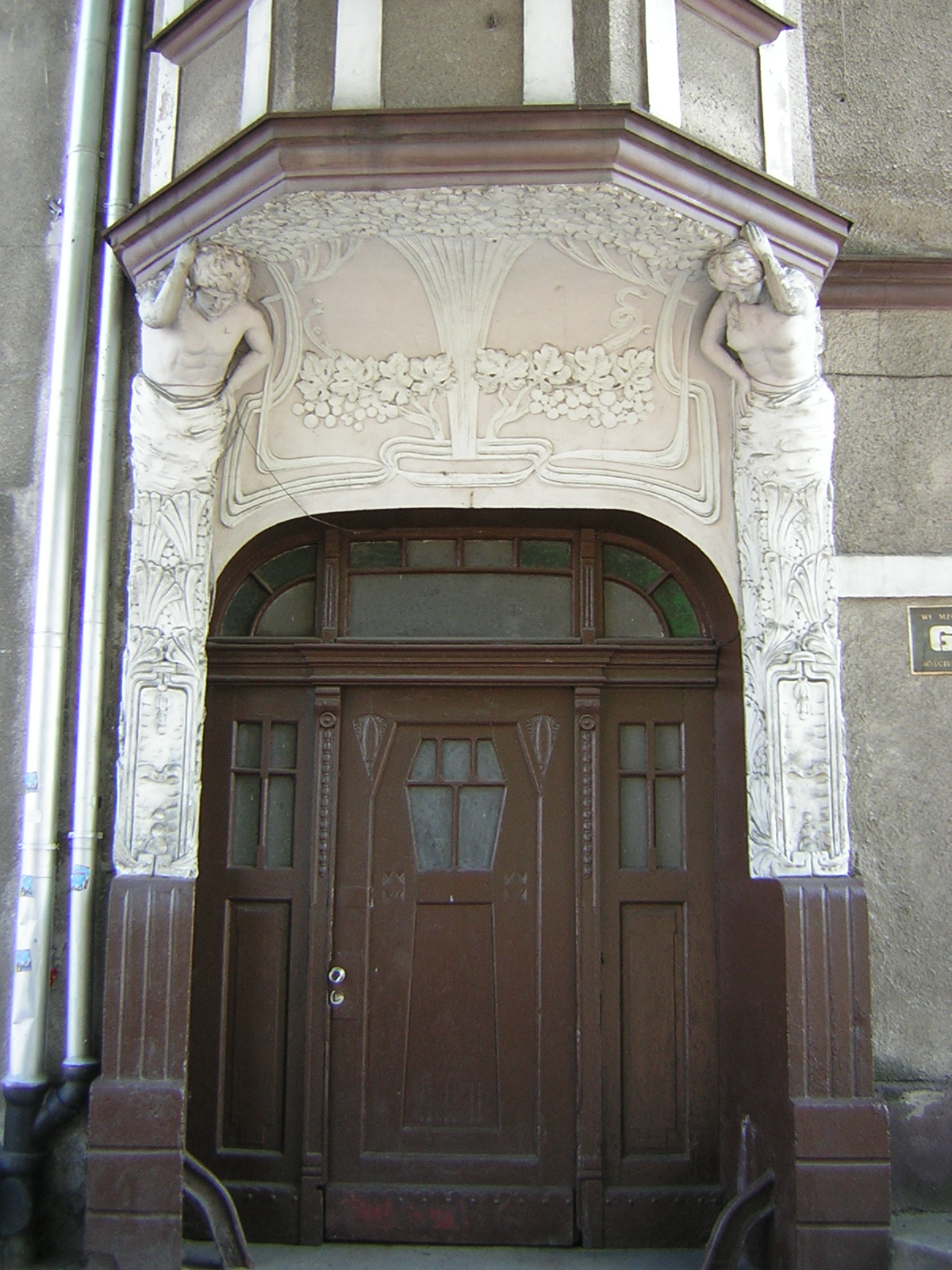
アール・ヌーヴォーまたはネオバロック風の、ポーランドで制作されたヘルマ。